# Bodo von Bodenhausen (Landrat)
Bodo Freiherr von Bodenhausen (* 29. Juni 1860 in Dessau; † 30. Juli 1911 in Schierke) war ein deutscher Verwaltungsbeamter und Rittergutsbesitzer.

## Leben
Bodo von Bodenhausen war Sohn des Schlosshauptmanns und Mitglied des Preußischen Herrenhauses Bodo Freiherr von Bodenhausen-Radis und der Anna geb. Freiin von Bodenhausen aus dem Hause Burgkemnitz. Nach dem Besuch des Gymnasiums in Dessau und der Klosterschule Roßleben studierte er an der Rheinischen Friedrich-Wilhelms-Universität Bonn, der Friedrich-Wilhelms-Universität zu Berlin und der Friedrichs-Universität Halle Rechts- und Kameralwissenschaften. 1881 wurde er Mitglied des Corps Borussia Bonn. Nach dem Studium trat er in den preußischen Staatsdienst. Von 1889 bis 1911 war er Landrat des Landkreises Wittenberg.
Von Bodenhausen war Fideikommissherr auf Radis. Er war verheiratet mit Eleonore von Seidlitz aus dem Hause Habendorf. Aus der Ehe entstammten eine Tochter und ein Sohn. Sein Schwager war der Rittergutsbesitzer und Kammerherr Fedor von Wuthenau.

## Auszeichnungen
- Ehrenmitglied des Corps Borussia Bonn